# Tamdaora magnifica
Tamdaora magnifica är en insektsart som beskrevs av Andrej Vasiljevitj Gorochov 1998. Tamdaora magnifica ingår i släktet Tamdaora och familjen vårtbitare. Inga underarter finns listade i Catalogue of Life.